# استیو استانکو
استیو استانکو (انگلیسی: Steve Stanko؛ ۵ سپتامبر ۱۹۱۷ – ۳۱ دسامبر ۱۹۷۸) وزنه‌بردار اهل ایالات متحده آمریکا بود.
وی در مسابقات کشوری و بین‌المللی در مجموع برندهٔ ۱ مدال نقره شده‌است.